# Artrí mac Cathaill
Artrí mac Cathail (... – 821) fu re del Munster e proveniva dal ramo Glendamnach degli Eóganachta.
Era figlio di Cathal mac Finguine (morto nel 742), che era stato a sua volta sovrano. Regnò dal 793 all'820.
Il potere regale nel Munster ruotò all'interno degli Eoganachta durante il VII e per la maggior parte dell'VIII secolo. Tuttavia gli Eoganachta ebbero un declino dopo la morte di Cathal mac Finguine nel 742. La rotazione fu quindi interrotta dal regno di Máel Dúin mac Áedo (morto nel 786) degli Eóganacht Locha Léin, ramo che dominava nell'Iarmumu (Munster occidentale). La restaurazione definitiva della precedente situazione di rotazione viene individuata nella salita al trono di Artrí nel 793. Contemporaneamente alla sua ordinazione come re, la legge di Ailbe, santo di Emly, fu proclamata nel Munster. Nel 794 ci fu una spedizione del re supremo Donnchad Midi (morto nel 797) per aiutare i Laigin contro il Munster, ma Artrí non è direttamente collegato a questo evento.
Artrí potrebbe aver riconosciuto come erede Ólchobar mac Duib-Indrecht (morto nell'805) del ramo degli Áine, menzionato come tale dagli Annali di Innisfallen quando registrano la sua morte. Un'alternativa è che Ólchobar succedette a Máel Dúin nel 786 e fu deposto da Artrí nel 793. Artrí potrebbe aver avuto come figlio anche Tnúthgal mac Artrach.
La salita al trono di Feidlimid mac Cremthanin (morto nell'847) del ramo di Cashel è datata all'820, mentre Artrí morì nell'821. È possibile che l'anziano Artrí abbia abdicato. Artrí fu l'ultimo re del Munster dalla linea Glendamnach. Il pronipote Art Caemh fu l'antenato dei Ó Caiomh (O'Keeffes) della contea di Cork.